# غفعات أفني
غفعات أفني (بالعبرية: גִּבְעַת אַבְנִי‏) هي مستوطنة مجتمعية في شمال إسرائيل. تقع مُتاخمة لبحيرة طبريا وبنيت على أنقاض قرية لوبيا الفلسطينية. تقع ضِمن نطاق مجلس الجليل الأسفل الإقليمي. في 2019، بلغ عدد سكانها 2,049.

## التاريخ
تأسست القرية عام 1991 من قِبل مجلس الجليل الأسفل الإقليمي، وسُميت على اسم شلومو أفني، مدير عام وزارة البناء والإسكان، الذي سهر على عملية إنشائها.